# Qubalı
Qubalı è un comune dell'Azerbaigian situato nel distretto di Hacıqabul. Conta una popolazione di 430 abitanti.